# Montlaur (Aude)
Montlaur – miejscowość i dawna gmina we Francji, w regionie Oksytania, w departamencie Aude. W 2013 roku populacja ówczesnej gminy wynosiła 531 mieszkańców. 
W dniu 1 stycznia 2019 roku z połączenia dwóch ówczesnych gmin – Montlaur oraz Pradelles-en-Val – powstała nowa gmina Val-de-Dagne. Siedzibą gminy została miejscowość Montlaur. 